# María de Alvear
María de Alvear (Madrid, 1960) és una compositora hispano-alemanya. Va estudiar piano, clavecí i composició tant a Espanya com a Alemanya. El 1986 va acabar els seus estudis al "New Music Theatre" de la Universitat de Música de Colònia amb Mauricio Kagel. Ha realitzar investigacions d'etnomusicologia a llocs com Amèrica del Nord, Escandinàvia, Sibèria i el Nord d'Àfrica. El 1992 va rebre el premi Bernd Alois Zimmermann.
María de Alvear treballa en contextos interdisciplinars i multimèdia així com en el camp de les arts visuals. Ha participat en nombrosos concerts, instal·lacions i performances per tot el món, així com en produccions de televisió i ràdio i documentals (CBC Canadà, Arte, TVE, companyies públiques alemanyes i suïsses de gravació). María de Alvear també ha participat en gravacions en CD, produccions de vídeo i exposicions d'art.
Els seus últims treballs inclouen l'òpera Colorful Penis, 2008 (interpretada al Festival for New Music, Festspielhaus Hellerau/Dresden), Sky Music 2, per a piano i orquestra a Waterloo, Ontario (amb Eve Egoyen al piano), 2009, una banda anomenada Equilibrio per a la pel·lícula The Yishan Islan del creador Isaac Julien, estrenada el 2010 a Madrid, amb l'Atelier Gombau i Juan Carlos Garvayo i Isabel Pérez-Requejo al piano) i dues estrenes mundials a Darmstadt, Alemanya (In Kern amb el Trio Arbós i Orgasmus Vulgaris amb l'Ensemble Modern) el 2011.
El 2014, María de Alvear va rebre el Premio Nacional de Música en la categoria de Composició.